# Badminton la Jocurile Olimpice de vară din 2024 - individual feminin
Proba de badminton individual feminin de la Jocurile Olimpice de vară din 2024 de la Paris a avut loc în perioada 27 iulie-5 august 2024. Aceasta s-a desfășurat la Arena Porte de la Chapelle.

## Formatul competiției
Proba individual feminin se va desfășura în 2 faze: faza grupelor și faza eliminatorie. Pentru faza grupelor, jucătoarele vor fi împărțite în 14 grupe de câte 3 sau 4 jucătoare fiecare. Fiecare grupă se va juca după sistemul fiecare cu fiecare. Cea mai bună jucătoare din fiecare grupă va avansa în faza eliminatorie. Faza eliminatorie va fi un turneu de eliminare desfășurat în patru etape, cu un meci pentru medalia de bronz. 
Meciurile se vor juca după sistemul cel mai bun din trei seturi. Fiecare set se va juca până când o jucătoare va ajunge la 21 de puncte, dar să existe o diferență de 2 puncte, cu excepția cazului în care scorul ajunge la 30-29.

## Rezultate

### Faza grupelor

#### Grupa A
| Loc | Jucător                   | MJ | MC | MP | SC | SP | DS | PC | PP | DP  | DS | Calificare                         |
| --- | ------------------------- | -- | -- | -- | -- | -- | -- | -- | -- | --- | -- | ---------------------------------- |
| 1   | An Se-young (KOR)         | 2  | 2  | 0  | 4  | 0  | +4 | 84 | 38 | +46 | 2  | Calificare în sferturile de finală |
| 2   | Kaloyana Nalbantova (BUL) | 2  | 1  | 1  | 2  | 2  | 0  | 68 | 78 | -10 | 1  |                                    |
| 3   | Qi Xuefei (FRA)           | 2  | 0  | 2  | 0  | 4  | -4 | 48 | 84 | -36 | 0  |                                    |

| Dată     | Oră   | Jucător 1   | Scor | Jucător 2           | Set 1 | Set 2 | Set 3 |        |
| -------- | ----- | ----------- | ---- | ------------------- | ----- | ----- | ----- | ------ |
| 28 iulie | 15:40 | An Se-young | 2–0  | Kaloyana Nalbantova | 21–15 | 21–11 |       | Raport |
| 30 iulie | 14:00 | Qi Xuefei   | 0–2  | Kaloyana Nalbantova | 18–21 | 18–21 |       | Raport |
| 31 iulie | 19:30 | An Se-young | 2–0  | Qi Xuefei           | 21–5  | 21–7  |       | Raport |

#### Grupa C
| Loc | Jucător                | MJ | MC | MP | SC | SP | DS | PC  | PP  | DP  | DS | Calificare                       |
| --- | ---------------------- | -- | -- | -- | -- | -- | -- | --- | --- | --- | -- | -------------------------------- |
| 1   | Akane Yamaguchi (JPN)  | 2  | 2  | 0  | 4  | 1  | +3 | 106 | 75  | +31 | 2  | Calificare în optimile de finală |
| 2   | Michelle Li (CAN)      | 2  | 1  | 1  | 3  | 2  | +1 | 99  | 103 | -4  | 1  |                                  |
| 3   | Thet Htar Thuzar (MYA) | 2  | 0  | 2  | 0  | 4  | -4 | 61  | 88  | -27 | 0  |                                  |

| Dată     | Oră   | Jucător 1       | Scor | Jucător 2        | Set 1 | Set 2 | Set 3 |        |
| -------- | ----- | --------------- | ---- | ---------------- | ----- | ----- | ----- | ------ |
| 27 iulie | 19:30 | Akane Yamaguchi | 2–0  | Thet Htar Thuzar | 21–12 | 21–10 |       | Raport |
| 29 iulie | 19:30 | Michelle Li     | 2–0  | Thet Htar Thuzar | 21–16 | 25–23 |       | Raport |
| 31 iulie | 08:30 | Akane Yamaguchi | 2–1  | Michelle Li      | 22–24 | 21–17 | 21–12 | Raport |

#### Grupa D
| Loc | Jucător                    | MJ | MC | MP | SC | SP | DS | PC | PP | DP  | DS | Calificare                       |
| --- | -------------------------- | -- | -- | -- | -- | -- | -- | -- | -- | --- | -- | -------------------------------- |
| 1   | Supanida Katethong (THA)   | 2  | 2  | 0  | 4  | 0  | +4 | 84 | 58 | +26 | 2  | Calificare în optimile de finală |
| 2   | Juliana Viana Vieira (BRA) | 2  | 1  | 1  | 2  | 2  | 0  | 77 | 75 | +2  | 1  |                                  |
| 3   | Lo Sin Yan (HKG)           | 2  | 0  | 2  | 0  | 4  | -4 | 56 | 84 | -28 | 0  |                                  |

| Dată     | Oră   | Jucător 1          | Scor | Jucător 2            | Set 1 | Set 2 | Set 3 |        |
| -------- | ----- | ------------------ | ---- | -------------------- | ----- | ----- | ----- | ------ |
| 27 iulie | 14:50 | Supanida Katethong | 2–0  | Juliana Viana Vieira | 21–16 | 21–19 |       | Raport |
| 29 iulie | 14:50 | Lo Sin Yan         | 0–2  | Juliana Viana Vieira | 19–21 | 14–21 |       | Raport |
| 30iulie  | 20:20 | Supanida Katethong | 2–0  | Lo Sin Yan           | 21–14 | 21–9  |       | Raport |

#### Grupa E
| Loc | Jucător                 | MJ | MC | MP | SC | SP | DS | PC | PP | DP  | DS | Calificare                         |
| --- | ----------------------- | -- | -- | -- | -- | -- | -- | -- | -- | --- | -- | ---------------------------------- |
| 1   | Ratchanok Intanon (THA) | 2  | 2  | 0  | 4  | 0  | +4 | 84 | 50 | +34 | 2  | Calificare în sferturile de finală |
| 2   | Tai Tzu-ying (TPE)      | 2  | 1  | 1  | 2  | 2  | 0  | 76 | 71 | +5  | 1  |                                    |
| 3   | Lianne Tan (BEL)        | 2  | 0  | 2  | 0  | 4  | -4 | 45 | 84 | -39 | 0  |                                    |

| Dată    | Oră   | Jucător 1         | Scor | Jucător 2         | Set 1 | Set 2 | Set 3 |        |
| ------- | ----- | ----------------- | ---- | ----------------- | ----- | ----- | ----- | ------ |
| 28 July | 09:20 | Tai Tzu-ying      | 2–0  | Lianne Tan        | 21–15 | 21–14 |       | Raport |
| 30 July | 08:30 | Ratchanok Intanon | 2–0  | Lianne Tan        | 21–8  | 21–8  |       | Raport |
| 31 July | 14:50 | Tai Tzu-ying      | 0–2  | Ratchanok Intanon | 19–21 | 15–21 |       | Raport |

#### Grupa G
| Loc | Jucător                        | MJ | MC | MP | SC | SP | DS | PC | PP  | DP  | DS | Calificare                       |
| --- | ------------------------------ | -- | -- | -- | -- | -- | -- | -- | --- | --- | -- | -------------------------------- |
| 1   | Gregoria Mariska Tunjung (INA) | 2  | 2  | 0  | 4  | 0  | +4 | 84 | 55  | +29 | 2  | Calificare în optimile de finală |
| 2   | Polina Buhrova (UKR)           | 2  | 1  | 1  | 2  | 3  | -1 | 86 | 100 | -14 | 1  |                                  |
| 3   | Tereza Švábíková (CZE)         | 2  | 0  | 2  | 1  | 4  | -3 | 88 | 103 | -15 | 0  |                                  |

| Dată    | Oră   | Jucător 1                | Scor | Jucător 2        | Set 1 | Set 2 | Set 3 |        |
| ------- | ----- | ------------------------ | ---- | ---------------- | ----- | ----- | ----- | ------ |
| 28 July | 14:50 | Gregoria Mariska Tunjung | 2–0  | Polina Buhrova   | 21–10 | 21–15 |       | Raport |
| 30 July | 11:00 | Tereza Švábíková         | 1–2  | Polina Buhrova   | 19–21 | 21–19 | 18–21 | Raport |
| 31 July | 15:40 | Gregoria Mariska Tunjung | 2–0  | Tereza Švábíková | 21–12 | 21–18 |       | Raport |

#### Grupa H
| Loc | Jucător                | MJ | MC | MP | SC | SP | DS | PC  | PP | DP  | DS | Calificare                       |
| --- | ---------------------- | -- | -- | -- | -- | -- | -- | --- | -- | --- | -- | -------------------------------- |
| 1   | Kim Ga-eun (KOR)       | 2  | 2  | 0  | 4  | 1  | +3 | 106 | 78 | +28 | 2  | Calificare în optimile de finală |
| 2   | Goh Jin Wei (MAS)      | 2  | 1  | 1  | 3  | 2  | +1 | 104 | 96 | +8  | 1  |                                  |
| 3   | Johanita Scholtz (RSA) | 2  | 0  | 2  | 0  | 4  | -4 | 50  | 86 | -36 | 0  |                                  |

| Dată     | Oră   | Jucător 1   | Scor | Jucător 2        | Set 1 | Set 2 | Set 3 |        |
| -------- | ----- | ----------- | ---- | ---------------- | ----- | ----- | ----- | ------ |
| 27 iulie | 14:50 | Kim Ga-eun  | 2–0  | Johanita Scholtz | 21–12 | 21–6  |       | Raport |
| 29 iulie | 14:50 | Goh Jin Wei | 2–0  | Johanita Scholtz | 23–21 | 21–11 |       | Raport |
| 31 iulie | 08:30 | Kim Ga-eun  | 2–1  | Goh Jin Wei      | 21–17 | 20–22 | 23–21 | Raport |

#### Grupa I
| Loc | Jucător                | MJ | MC | MP | SC | SP | DS | PC | PP | DP  | DS | Calificare                       |
| --- | ---------------------- | -- | -- | -- | -- | -- | -- | -- | -- | --- | -- | -------------------------------- |
| 1   | Yeo Jia Min (SGP)      | 2  | 2  | 0  | 4  | 0  | +4 | 84 | 33 | +51 | 2  | Calificare în optimile de finală |
| 2   | Dorsa Yavarivafa (EOR) | 2  | 1  | 1  | 2  | 2  | 0  | 60 | 58 | +2  | 1  |                                  |
| 3   | Kate Ludik (MRI)       | 2  | 0  | 2  | 0  | 4  | -4 | 31 | 84 | -53 | 0  |                                  |

| Dată     | Oră   | Jucător 1   | Scor | Jucător 2        | Set 1 | Set 2 | Set 3 |        |
| -------- | ----- | ----------- | ---- | ---------------- | ----- | ----- | ----- | ------ |
| 27 iulie | 09:20 | Yeo Jia Min | 2–0  | Dorsa Yavarivafa | 21–7  | 21–8  |       | Raport |
| 29 iulie | 11:00 | Kate Ludik  | 2–0  | Dorsa Yavarivafa | 21–5  | 21–11 |       | Raport |
| 30 iulie | 20:20 | Yeo Jia Min | 2–0  | Kate Ludik       | 21–12 | 21–6  |       | Raport |

#### Grupa J
| Loc | Jucător             | MJ | MC | MP | SC | SP | DS | PC | PP | DP  | DS | Calificare                       |
| --- | ------------------- | -- | -- | -- | -- | -- | -- | -- | -- | --- | -- | -------------------------------- |
| 1   | Aya Ohori (JPN)     | 2  | 2  | 0  | 4  | 0  | +4 | 84 | 36 | +48 | 2  | Calificare în optimile de finală |
| 2   | Neslihan Arın (TUR) | 2  | 1  | 1  | 2  | 2  | 0  | 58 | 75 | -17 | 1  |                                  |
| 3   | Inés Castillo (PER) | 2  | 0  | 2  | 0  | 4  | -4 | 53 | 84 | -31 | 0  |                                  |

| Dată     | Oră   | Jucător 1     | Scor | Jucător 2     | Set 1 | Set 2 | Set 3 |        |
| -------- | ----- | ------------- | ---- | ------------- | ----- | ----- | ----- | ------ |
| 28 iulie | 11:00 | Aya Ohori     | 2–0  | Neslihan Arın | 21–9  | 21–7  |       | Raport |
| 30 iulie | 9:20  | Inés Castillo | 0–2  | Neslihan Arın | 16–21 | 17–21 |       | Raport |
| 31 iulie | 15:40 | Aya Ohori     | 2–0  | Inés Castillo | 21–12 | 21–8  |       | Raport |

#### Grupa K
| Loc | Jucător                | MJ | MC | MP | SC | SP | DS | PC | PP | DP  | DS | Calificare                       |
| --- | ---------------------- | -- | -- | -- | -- | -- | -- | -- | -- | --- | -- | -------------------------------- |
| 1   | Beiwen Zhang (USA)     | 2  | 2  | 0  | 4  | 0  | +4 | 86 | 53 | +33 | 2  | Calificare în optimile de finală |
| 2   | Nguyễn Thùy Linh (VIE) | 2  | 1  | 1  | 2  | 2  | 0  | 82 | 53 | +29 | 1  |                                  |
| 3   | Tiffany Ho (AUS)       | 2  | 0  | 2  | 0  | 4  | -4 | 22 | 84 | -62 | 0  |                                  |

| Dată     | Oră   | Jucător 1        | Scor | Jucător 2        | Set 1 | Set 2 | Set 3 |        |
| -------- | ----- | ---------------- | ---- | ---------------- | ----- | ----- | ----- | ------ |
| 27 iulie | 19:30 | Beiwen Zhang     | 2–0  | Tiffany Ho       | 21–9  | 21–4  |       | Raport |
| 29 iulie | 21:10 | Nguyễn Thùy Linh | 2–0  | Tiffany Ho       | 21–6  | 21–3  |       | Raport |
| 31 iulie | 08:30 | Beiwen Zhang     | 2–0  | Nguyễn Thùy Linh | 22–20 | 22–20 |       | Raport |

#### Grupa L
| Loc | Jucător                  | MJ | MC | MP | SC | SP | DS | PC | PP  | DP  | DS | Calificare                       |
| --- | ------------------------ | -- | -- | -- | -- | -- | -- | -- | --- | --- | -- | -------------------------------- |
| 1   | Carolina Marín (ESP)     | 2  | 2  | 0  | 4  | 0  | +4 | 84 | 40  | +44 | 2  | Calificare în optimile de finală |
| 2   | Jenjira Stadelmann (SUI) | 2  | 1  | 1  | 2  | 3  | -1 | 88 | 100 | -12 | 1  |                                  |
| 3   | Rachael Darragh (IRL)    | 2  | 0  | 2  | 1  | 4  | -3 | 68 | 100 | -32 | 0  |                                  |

| Dată     | Oră   | Jucător 1       | Scor | Jucător 2          | Set 1 | Set 2 | Set 3 |        |
| -------- | ----- | --------------- | ---- | ------------------ | ----- | ----- | ----- | ------ |
| 28 iulie | 19:30 | Carolina Marín  | 2–0  | Jenjira Stadelmann | 21–11 | 21–19 |       | Raport |
| 30 iulie | 16:30 | Rachael Darragh | 1–2  | Jenjira Stadelmann | 21–13 | 22–24 | 15–21 | Raport |
| 31 iulie | 14:00 | Carolina Marín  | 2–0  | Rachael Darragh    | 21–5  | 21–5  |       | Raport |

#### Grupa M
| Loc | Jucător                              | MJ | MC | MP | SC | SP | DS | PC | PP | DP  | DS | Calificare                       |
| --- | ------------------------------------ | -- | -- | -- | -- | -- | -- | -- | -- | --- | -- | -------------------------------- |
| 1   | P. V. Sindhu (IND)                   | 2  | 2  | 0  | 4  | 0  | +4 | 84 | 30 | +54 | 2  | Calificare în optimile de finală |
| 2   | Kristin Kuuba (EST)                  | 2  | 1  | 1  | 2  | 2  | 0  | 57 | 58 | -1  | 1  |                                  |
| 3   | Fathimath Nabaaha Abdul Razzaq (MDV) | 2  | 0  | 2  | 0  | 4  | -4 | 31 | 84 | -53 | 0  |                                  |

| Dată     | Oră   | Jucător 1     | Scor | Jucător 2                      | Set 1 | Set 2 | Set 3 |        |
| -------- | ----- | ------------- | ---- | ------------------------------ | ----- | ----- | ----- | ------ |
| 28 iulie | 09:20 | P. V. Sindhu  | 2–0  | Fathimath Nabaaha Abdul Razzaq | 21–9  | 21–6  |       | Raport |
| 30 iulie | 08:30 | Kristin Kuuba | 2–0  | Fathimath Nabaaha Abdul Razzaq | 21–7  | 21–9  |       | Raport |
| 31 iulie | 09:20 | P. V. Sindhu  | 2–0  | Kristin Kuuba                  | 21–5  | 21–10 |       | Raport |

#### Grupa N
| Loc | Jucător                      | MJ | MC | MP | SC | SP | DS | PC | PP | DP  | DS | Calificare                         |
| --- | ---------------------------- | -- | -- | -- | -- | -- | -- | -- | -- | --- | -- | ---------------------------------- |
| 1   | He Bingjiao (CHN)            | 2  | 2  | 0  | 4  | 0  | +4 | 84 | 36 | +48 | 2  | Calificare în sferturile de finală |
| 2   | Kirsty Gilmour (GBR)         | 2  | 1  | 1  | 2  | 2  | 0  | 58 | 75 | -17 | 1  |                                    |
| 3   | Keisha Fatimah Azzahra (AZE) | 2  | 0  | 2  | 0  | 4  | -4 | 53 | 84 | -31 | 0  |                                    |

| Dată     | Oră   | Jucător 1      | Scor | Jucător 2              | Set 1 | Set 2 | Set 3 |        |
| -------- | ----- | -------------- | ---- | ---------------------- | ----- | ----- | ----- | ------ |
| 27 iulie | 08:30 | He Bingjiao    | 2–0  | Keisha Fatimah Azzahra | 21–8  | 21–7  |       | Raport |
| 29 iulie | 08:30 | Kirsty Gilmour | 2–0  | Keisha Fatimah Azzahra | 21–13 | 21–11 |       | Raport |
| 30 iulie | 19:30 | He Bingjiao    | 2–0  | Kirsty Gilmour         | 24–22 | 21–8  |       | Raport |

#### Grupa P
| Loc | Jucător              | MJ | MC | MP | SC | SP | DS | PC  | PP  | DP  | DS | Calificare                         |
| --- | -------------------- | -- | -- | -- | -- | -- | -- | --- | --- | --- | -- | ---------------------------------- |
| 1   | Chen Yufei (CHN)     | 2  | 2  | 0  | 4  | 2  | +2 | 120 | 84  | +36 | 2  | Calificare în sferturile de finală |
| 2   | Mia Blichfeldt (DEN) | 2  | 1  | 1  | 3  | 3  | 0  | 96  | 108 | -12 | 1  |                                    |
| 3   | Yvonne Li (GER)      | 2  | 0  | 2  | 2  | 4  | -2 | 91  | 115 | -24 | 0  |                                    |

| Dată     | Oră   | Jucător 1      | Scor | Jucător 2      | Set 1 | Set 2 | Set 3 |        |
| -------- | ----- | -------------- | ---- | -------------- | ----- | ----- | ----- | ------ |
| 28 iulie | 14:50 | Chen Yufei     | 2–1  | Yvonne Li      | 21–14 | 17–21 | 21–9  | Raport |
| 30 iulie | 14:50 | Mia Blichfeldt | 2–1  | Yvonne Li      | 21–14 | 14–21 | 21–12 | Raport |
| 31 iulie | 19:30 | Chen Yufei     | 2–1  | Mia Blichfeldt | 21–8  | 19–21 | 21–11 | Raport |

### Faza eliminatorie
|  | Optimi de finală | Optimi de finală               | Optimi de finală        | Optimi de finală               | Optimi de finală |    |                   | Sferturi de finală   | Sferturi de finală | Sferturi de finală | Sferturi de finală   | Sferturi de finală |    |                                | Semifinale | Semifinale | Semifinale | Semifinale | Semifinale                     |                                |                                | Finala                         | Finala                         | Finala | Finala | Finala |  |
|  |                  |                                |                         |                                |                  |    |                   |                      |                    |                    |                      |                    |    |                                |            |            |            |            |                                |                                |                                |                                |                                |        |        |        |  |
|  |                  |                                |                         |                                |                  |    |                   | A1                   | An Se-young (KOR)  | 15                 | 21                   | 21                 |    |                                |            |            |            |            |                                |                                |                                |                                |                                |        |        |        |  |
|  |                  |                                |                         |                                |                  |    |                   | A1                   | An Se-young (KOR)  | 15                 | 21                   | 21                 |    |                                |            |            |            |            |                                |                                |                                |                                |                                |        |        |        |  |
|  |                  |                                | C1                      | Akane Yamaguchi (JPN)          | 21               | 17 | 8                 |                      |                    |                    |                      |                    |    |                                |            |            |            |            |                                |                                |                                |                                |                                |        |        |        |  |
|  | C1               | Akane Yamaguchi (JPN)          | C1                      | Akane Yamaguchi (JPN)          | 21               | 17 | 8                 | 21                   | 21                 |                    |                      |                    |    |                                |            |            |            |            |                                |                                |                                |                                |                                |        |        |        |  |
|  | C1               | Akane Yamaguchi (JPN)          |                         |                                |                  |    |                   |                      |                    |                    |                      |                    |    |                                |            |            |            |            |                                |                                |                                |                                |                                |        |        |        |  |
|  | D1               | Supanida Katethong (THA)       | 6                       | 13                             |                  |    |                   |                      |                    |                    |                      |                    |    |                                |            |            |            |            |                                |                                |                                |                                |                                |        |        |        |  |
|  | D1               | Supanida Katethong (THA)       | 6                       | 13                             |                  | A1 | An Se-young (KOR) | 11                   | 21                 | 21                 |                      |                    |    |                                |            |            |            |            |                                |                                |                                |                                |                                |        |        |        |  |
|  |                  |                                |                         |                                |                  |    |                   |                      |                    |                    |                      |                    |    |                                |            |            |            |            |                                |                                |                                |                                |                                |        |        |        |  |
|  |                  |                                | G1                      | Gregoria Mariska Tunjung (INA) | 21               | 13 | 16                |                      |                    |                    |                      |                    |    |                                |            |            |            |            |                                |                                |                                |                                |                                |        |        |        |  |
|  |                  |                                |                         |                                |                  | 13 | 16                |                      |                    |                    |                      |                    |    |                                |            |            |            |            |                                |                                |                                |                                |                                |        |        |        |  |
|  |                  |                                |                         |                                |                  |    |                   |                      |                    |                    |                      |                    |    |                                |            |            |            |            |                                |                                |                                |                                |                                |        |        |        |  |
|  |                  |                                |                         |                                |                  |    |                   |                      |                    |                    |                      |                    |    |                                |            |            |            |            |                                |                                |                                |                                |                                |        |        |        |  |
|  |                  | E1                             | Ratchanok Intanon (THA) | 23                             | 9                |    |                   |                      |                    |                    |                      |                    |    |                                |            |            |            |            |                                |                                |                                |                                |                                |        |        |        |  |
|  |                  |                                |                         |                                |                  |    |                   |                      |                    |                    |                      |                    |    |                                |            |            |            |            |                                |                                |                                |                                |                                |        |        |        |  |
|  |                  |                                | G1                      | Gregoria Mariska Tunjung (INA) | 25               | 21 |                   |                      |                    |                    |                      |                    |    |                                |            |            |            |            |                                |                                |                                |                                |                                |        |        |        |  |
|  | G1               | Gregoria Mariska Tunjung (INA) | G1                      | Gregoria Mariska Tunjung (INA) | 25               | 21 | 21                | 8                    | 23                 |                    |                      |                    |    |                                |            |            |            |            |                                |                                |                                |                                |                                |        |        |        |  |
|  | G1               | Gregoria Mariska Tunjung (INA) |                         |                                |                  |    |                   |                      |                    |                    |                      |                    |    |                                |            |            |            |            |                                |                                |                                |                                |                                |        |        |        |  |
|  | H1               | Kim Ga-eun (KOR)               | 4                       | 21                             | 21               |    |                   |                      |                    |                    |                      |                    |    |                                |            |            |            |            |                                |                                |                                |                                |                                |        |        |        |  |
|  | H1               | Kim Ga-eun (KOR)               | 4                       | 21                             | 21               |    | A1                | An Se-young (KOR)    | 21                 | 21                 |                      |                    |    |                                |            |            |            |            |                                |                                |                                |                                |                                |        |        |        |  |
|  |                  |                                |                         |                                |                  |    |                   |                      |                    |                    |                      |                    |    |                                |            |            |            |            |                                |                                |                                |                                |                                |        |        |        |  |
|  |                  |                                | N1                      | He Bingjiao (CHN)              | 13               | 16 |                   |                      |                    |                    |                      |                    |    |                                |            |            |            |            |                                |                                |                                |                                |                                |        |        |        |  |
|  | I1               | Yeo Jia Min (SGP)              | N1                      | He Bingjiao (CHN)              | 13               | 16 | 21                | 14                   | 22                 |                    |                      |                    |    |                                |            |            |            |            |                                |                                |                                |                                |                                |        |        |        |  |
|  | I1               | Yeo Jia Min (SGP)              |                         |                                |                  |    | 21                | 14                   | 22                 |                    |                      |                    |    |                                |            |            |            |            |                                |                                |                                |                                |                                |        |        |        |  |
|  | J1               | Aya Ohori (JPN)                | 11                      | 21                             | 24               |    |                   |                      |                    |                    |                      |                    |    |                                |            |            |            |            |                                |                                |                                |                                |                                |        |        |        |  |
|  | J1               | Aya Ohori (JPN)                | 11                      | 21                             | 24               |    | J1                | Aya Ohori (JPN)      | 13                 | 14                 |                      |                    |    |                                |            |            |            |            |                                |                                |                                |                                |                                |        |        |        |  |
|  |                  |                                |                         |                                |                  |    | J1                | Aya Ohori (JPN)      | 13                 | 14                 |                      |                    |    |                                |            |            |            |            |                                |                                |                                |                                |                                |        |        |        |  |
|  |                  |                                | L1                      | Carolina Marín (ESP)           | 21               | 21 |                   |                      |                    |                    |                      |                    |    |                                |            |            |            |            |                                |                                |                                |                                |                                |        |        |        |  |
|  | K1               | Beiwen Zhang (USA)             | L1                      | Carolina Marín (ESP)           | 21               | 21 | 21                | 9                    | 18                 |                    |                      |                    |    |                                |            |            |            |            |                                |                                |                                |                                |                                |        |        |        |  |
|  | K1               | Beiwen Zhang (USA)             |                         |                                |                  |    |                   |                      |                    |                    |                      |                    |    |                                |            |            |            |            |                                |                                |                                |                                |                                |        |        |        |  |
|  | L1               | Carolina Marín (ESP)           | 12                      | 21                             | 21               |    |                   |                      |                    |                    |                      |                    |    |                                |            |            |            |            |                                |                                |                                |                                |                                |        |        |        |  |
|  | L1               | Carolina Marín (ESP)           | 12                      | 21                             | 21               |    | L1                | Carolina Marín (ESP) | 21                 | 10r                |                      |                    |    |                                |            |            |            |            |                                |                                |                                |                                |                                |        |        |        |  |
|  |                  |                                |                         |                                |                  |    |                   |                      |                    |                    |                      |                    |    |                                |            |            |            |            |                                |                                |                                |                                |                                |        |        |        |  |
|  |                  |                                | N1                      | He Bingjiao (CHN)              | 14               | 8  |                   |                      |                    |                    |                      |                    |    |                                |            |            |            |            |                                |                                |                                |                                |                                |        |        |        |  |
|  | M1               | P. V. Sindhu (IND)             | N1                      | He Bingjiao (CHN)              | 14               | 8  | 19                | 14                   |                    |                    |                      |                    |    |                                |            |            |            |            | Meciul pentru medalia de bronz | Meciul pentru medalia de bronz | Meciul pentru medalia de bronz | Meciul pentru medalia de bronz | Meciul pentru medalia de bronz |        |        |        |  |
|  | M1               | P. V. Sindhu (IND)             |                         |                                |                  |    |                   |                      |                    |                    |                      |                    |    |                                |            |            |            |            |                                |                                |                                |                                |                                |        |        |        |  |
|  | N1               | He Bingjiao (CHN)              | 21                      | 21                             |                  |    |                   |                      |                    |                    |                      |                    |    |                                |            |            |            |            |                                |                                |                                |                                |                                |        |        |        |  |
|  | N1               | He Bingjiao (CHN)              | 21                      | 21                             |                  | N1 | He Bingjiao (CHN) | 21                   | 21                 |                    |                      |                    | G1 | Gregoria Mariska Tunjung (INA) | w          | /          | o          |            |                                |                                |                                |                                |                                |        |        |        |  |
|  |                  |                                |                         |                                |                  | N1 | He Bingjiao (CHN) | 21                   | 21                 |                    |                      |                    | G1 | Gregoria Mariska Tunjung (INA) | w          | /          | o          |            |                                |                                |                                |                                |                                |        |        |        |  |
|  |                  |                                | P1                      | Chen Yufei (CHN)               | 16               | 17 |                   |                      |                    | L1                 | Carolina Marín (ESP) |                    |    |                                |            |            |            |            |                                |                                |                                |                                |                                |        |        |        |  |